# Kuolema tekee taiteilijan
«Kuolema tekee taiteilijan» es el tercer sencillo del álbum Once de la banda finlandesa de Metal sinfónico Nightwish. Fue puesto a la venta el 24 de noviembre de 2004 por Spinefarm Records junto con la edición platino, el sencillo fue solamente para Finlandia y Japón. Durante el documental de A Day Before Tomorrow podremos escuchar la versión orquestal.
Kuolema Tekee Taiteilijan esta en finés y significa " La muerte hace al artista ". 
Esta es la última canción durante la era de Tarja cantada totalmente en finlandés, también es la única en todo el álbum en ese idioma.

## Canciones
|    | Canciones                                                   | Escritas por                               | Duración |
| -- | ----------------------------------------------------------- | ------------------------------------------ | -------- |
| 1. | Kuolema tekee taiteilijan                                   | Holopainen                                 | 3:59     |
| 2. | Creek Mary's Blood (Orchestral Score)                       | Holopainen                                 | 8:30     |
| 3. | Symphony of Destruction (live Megadeth Cover)               | Megadeth (Arreglos por Holopainen)         | 4:20     |
| 4. | "Where Were You Last Night" (solamente para Japón)          | Tim Norell, Ola Håkansson y Alexander Bard | 3:52     |
| 5. | Wish I Had an Angel (Demo) (Solamente para Japón)           | Holopainen                                 | 4:08     |
| 6. | Ghost Love Score (versión orquestal) (Solamente para Japón) | Holopainen,                                | 10:07    |